# GOS
gOS（ジーオーエス）はロサンゼルスの企業Good OS Limited Liability Companyによって開発されたUbuntuをベースにしたLinuxディストリビューション。頭文字のgについてはGoogleを意識していると言われるが、Googleとは資本提携などの関係はまったくない。goobuntuともまったく関係はない。同社はGood OSの略だとしている。
Googleアプリケーションと大衆向けのWeb 2.0アプリケーションとを備えたオルタナティヴOSとして宣伝している。
gOS Rocket 2.0ではGoogle Gears、オンラインストレージドライブのサポート、Flash9、アップグレードされたWi-Fiマネージャなどが追加された。